# Libice nad Cidlinou
Libice nad Cidlinou là một làng thuộc huyện Nymburk, vùng Středočeský, Cộng hòa Séc.